# Comitini
Comitini (Cummatì in siciliano) è un comune italiano di 903 abitanti del libero consorzio comunale di Agrigento in Sicilia.

## Storia

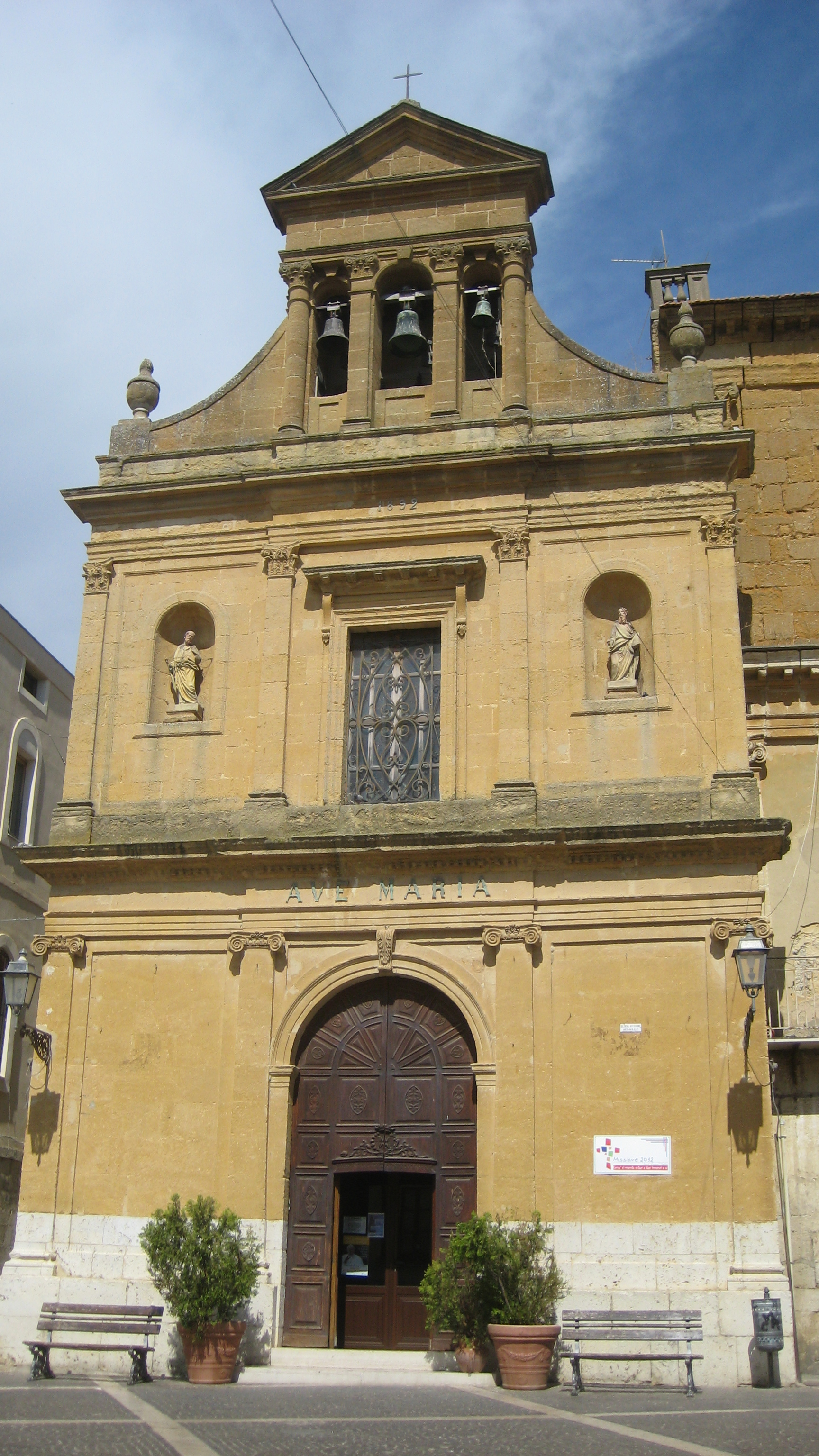
Chiesa dell'Immacolata

Comitini, la terra dello zolfo e delle zolfare, del tricolore, la terra di Ciaula, giuridicamente nasce il 23 giugno, X indizione, dell'anno 1627, per concessione dello Jus Populandi da parte del re Filippo IV al barone Gaspare Bellacera. In realtà un agglomerato urbano, sviluppatosi sotto la chiesa di Santa Maria di Altomonte e del palazzo Baronale, abitato da contadini dediti alle coltivazioni del feudo, già preesisteva alla fondazione. Lo studio etimologico del toponimo Comitini confermerebbe che nel I secolo d.C., in età romano imperiale la cittadina ed il suo territorio erano densamente antropizzati. Il territorio era attraversato da un'importante arteria di comunicazione, come conferma l'Itinerarium Antonini, lungo l'asse Agrigentum-Panormus ed in prossimità dell'attuale centro abitato esisteva un'antica Statio romana denominata "Comiciana" da cui pare derivasse l'attuale toponimo del territorio e del Comune, anche se, da un attento studio etimologico, alcuni studiosi concordano un'origine araba del toponimo (Cumma el tin che si traduce in "Collina dei fichi").
Nei primi anni dell'Ottocento Comitini sale agli onori della cronaca per la riscoperta dell'attività minerario zolfifera. In poco tempo furono attive nel territorio ben 70 miniere che davano lavoro a circa 10.000 addetti. In questo periodo Comitini divenne un fiorente centro industriale. Nel 1859 Comitini fu sede di moti rivoluzionari: nel territorio operava una folta schiera anti-borbonica. E fu questo gruppo di patrioti che, il 3 luglio del 1859, innalzarono per la prima volta nell'agrigentino, sul monte la Pietra, la prima bandiera del Tricolore italiano a simbolo dell'unità delle genti italica e come segno di rivolta per le popolazioni dei comuni viciniori.
Lo stesso gruppo di patrioti contribuì all'arrivo di Giuseppe Garibaldi a Palermo nell'anno successivo.
Al comune di Comitini è legata la figura di un grande premi Nobel per la letteratura: Luigi Pirandello, Pirandello trascorse parte della sua giovinezza a Comitini dove i genitori erano proprietari di una miniera di zolfo. Da questo piccolo paese dall'antica tradizione mineraria prese spunto per la scrittura di alcuni suoi scritti, quali le novelle Ciàula scopre la Luna e Il fumo ed in questi suoi scritti sono tramandati ai posteri momenti di vita quotidiana dei minatori comitinesi.
Gli antichi feudatari del comune furono i Gravina, principi di Comitini, proprietari a Palermo del fastoso palazzo barocco sede dell'amministrazione provinciale.
Dal 15 dicembre 2018 Comitini si fregia del titolo di Città attribuitole con decreto del Presidente della Repubblica Sergio Mattarella,  per trascorsi storici di interesse e rilevanza nazionale.

Dal 9 giugno 2025 un asteroide (2002AK1) porta il nome di Comitini.

### Simboli
Lo stemma del comune di Comitini è stato concesso con decreto del presidente della Repubblica del 21 ottobre 2004.
(D.P.R. 21.10.2004 concessione di stemma e gonfalone)
Il gonfalone è un drappo di giallo.
In precedenza era in uso uno stemma concesso con D.P.R. del 28 febbraio 1970 che riproduceva la sola aquila di nero su campo d'argento.
Dal 9 giugno 2025 un asteroide porta il nome di Comitini, l'oggetto celeste si proposta degli astronomi Mario Di Martino e Carmelo Falco, hanno chiesto ed ottenuto dall'istituto di astrofisica di Torino che l'asteroide 2002AK1 fosse ribattezzato con il nome della città.

## Monumenti e luoghi d'interesse

### Architetture religiose
- Duomo di San Giacomo Apostolo[4]
- Chiesa della Beata Maria Vergine Immacolata[4]
- Chiesa di San Calogero[4]

### Architetture civili
- Palazzo Bellacera sede del Museo delle Miniere e Antiquarium[4]
- Palazzo Vella[4]

### Archeologia
- Calathansuderi – sito archeologico rupestre[12]

## Società

### Evoluzione demografica
Abitanti censiti

## Economia
Il territorio del comune è compreso nella zona di produzione del Pistacchio di Raffadali D.O.P..

## Amministrazione
Di seguito è presentata una tabella relativa alle amministrazioni che si sono succedute in questo comune.
| Periodo          | Periodo          | Primo cittadino   | Partito              | Carica              | Note   |
| ---------------- | ---------------- | ----------------- | -------------------- | ------------------- | ------ |
| 26 giugno 1988   | 26 giugno 1993   | Claudio Sala      | Democrazia Cristiana | Sindaco             | [ 15 ] |
| 22 novembre 1993 | 1º dicembre 1997 | Claudio Sala      | Democrazia Cristiana | Sindaco             | [ 15 ] |
| 1º dicembre 1997 | 28 maggio 2002   | Luigi Ceraulo     | -                    | Sindaco             | [ 15 ] |
| 28 maggio 2002   | 15 maggio 2007   | Antonino Contino  | centro-destra        | Sindaco             | [ 15 ] |
| 15 maggio 2007   | 8 maggio 2012    | Antonino Contino  | lista civica         | Sindaco             | [ 15 ] |
| 14 aprile 2008   | 10 giugno 2009   | Giovanni Dionisio |                      | Comm. straordinario | [ 15 ] |
| 8 maggio 2012    | 11 giugno 2017   | Felice Raneri     |                      | Sindaco             | [ 15 ] |
| 11 giugno 2017   | 12 giugno 2022   | Antonino Contino  | lista civica         | Sindaco             | [ 15 ] |
| 12 giugno 2022   | in carica        | Luigi Nigrelli    | lista civica         | Sindaco             | [ 15 ] |

### Altre informazioni amministrative
Il comune di Comitini fa parte delle seguenti organizzazioni sovracomunali: regione agraria n.3 (Colline del Platani).